# Cirrhitichthys oxycephalus

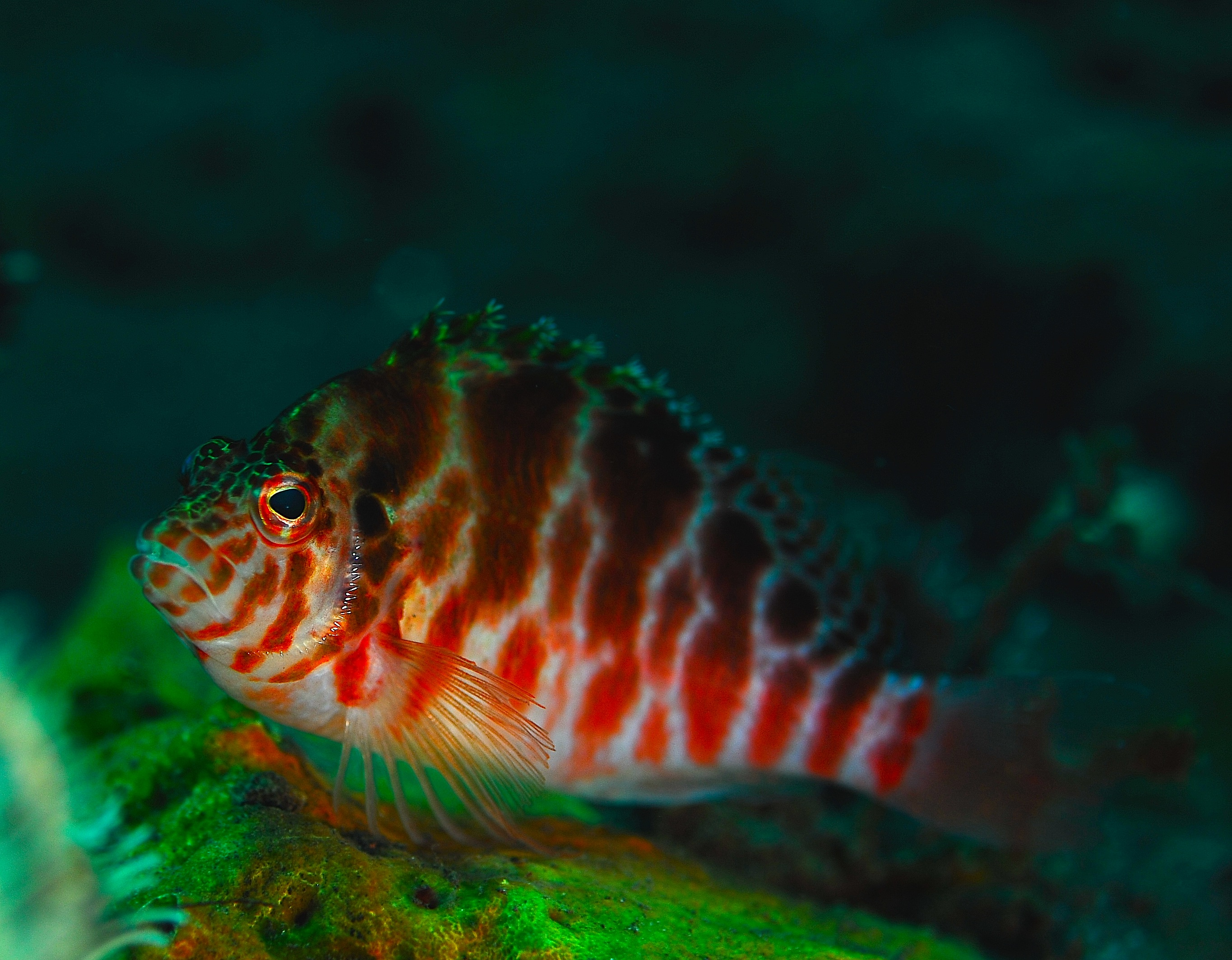
Cirrhitichthys oxycephalus

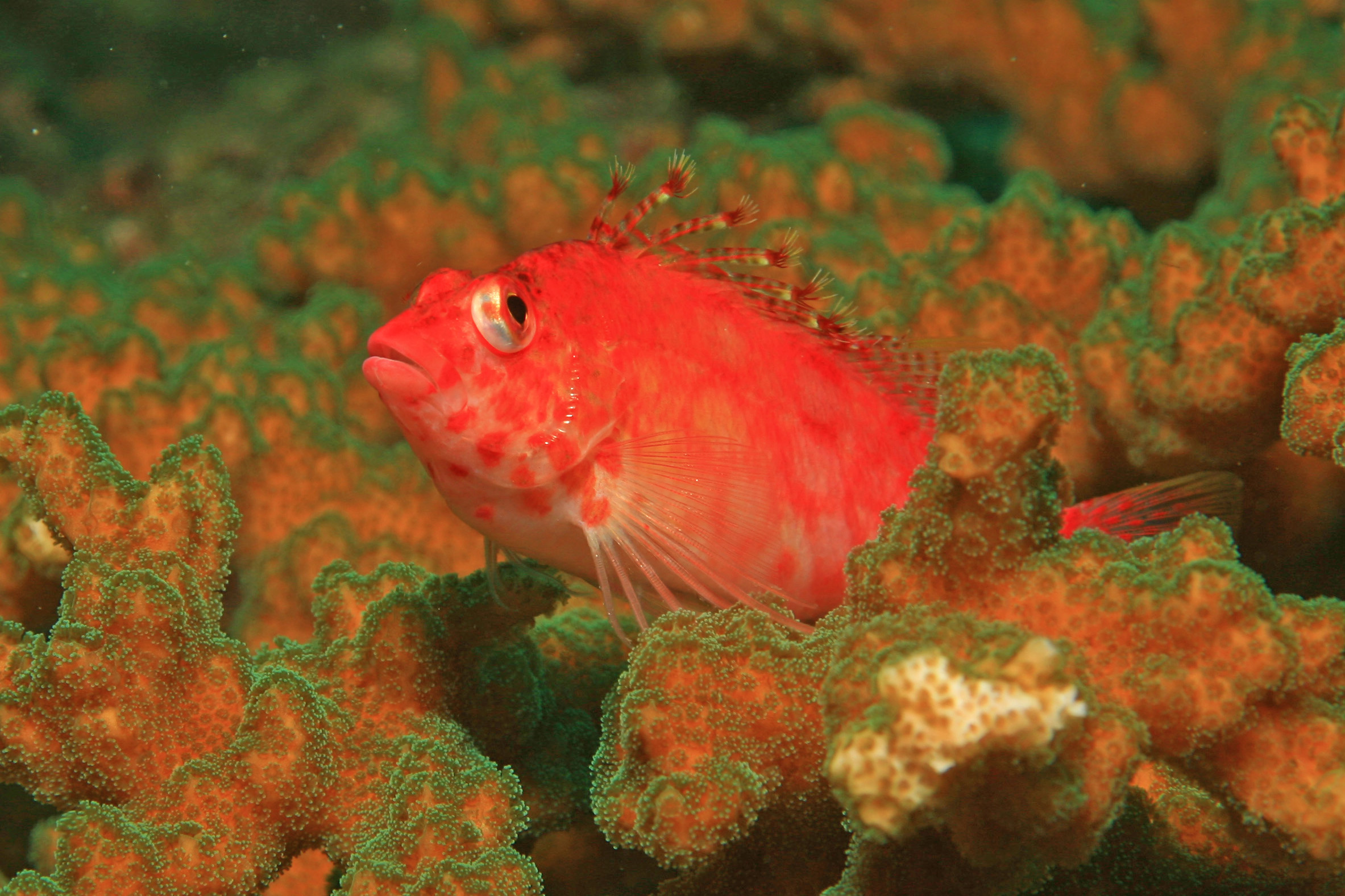
Exemplar fotografiat a Panamà

Cirrhitichthys oxycephalus és una espècie de peix pertanyent a la família dels cirrítids.

## Descripció
- Pot arribar a fer 10 cm de llargària màxima.
- És molt variable pel que fa al color: des de pàl·lid amb taques grises o negres fins a rosat amb taques vermelles brillants.
- Presenta petites taques de color marró fosc al cap.
- 10 espines i 12-13 radis tous a l'aleta dorsal i 3 espines i 6 radis tous a l'anal.[3][4][5][6]

## Reproducció
Els mascles són territorials i formen harems.

## Alimentació
Menja crustacis i peixets.

## Hàbitat
És un peix marí, associat als esculls i de clima tropical (24 °C-28 °C; 30°N-23°S, 180°W-180°E) que viu entre 1 i 40 m de fondària (normalment, entre 10 i 25).

## Distribució geogràfica
Es troba a la conca Indo-Pacífica (des del mar Roig fins a East London -Sud-àfrica-, les illes Marqueses, les illes Mariannes i Nova Caledònia) i el Pacífic oriental (des del golf de Califòrnia fins a Colòmbia i les illes Galápagos).

## Observacions
És inofensiu per als humans.